# Idylwood, Virginia
Idylwood, Virginia (енгл. Idylwood) насељено је место без административног статуса у америчкој савезној држави Вирџинија.

## Демографија
По попису из 2010. године број становника је 17.288, што је 1.283 (8,0%) становника више него 2000. године.
| Група             | 2000.         | 2010.         |
| Белци             | 8.775 (54,8%) | 8.632 (49,9%) |
| Афроамериканци    | 1.109 (6,9%)  | 976 (5,6%)    |
| Азијати           | 3.074 (19,2%) | 3.697 (21,4%) |
| Хиспаноамериканци | 2.621 (16,4%) | 3.472 (20,1%) |
| Укупно            | 16.005        | 17.288        |